# Berresa meeki
Berresa meeki är en fjärilsart som beskrevs av George Thomas Bethune-Baker 1906. Berresa meeki ingår i släktet Berresa och familjen nattflyn. Inga underarter finns listade i Catalogue of Life.

## Bildgalleri

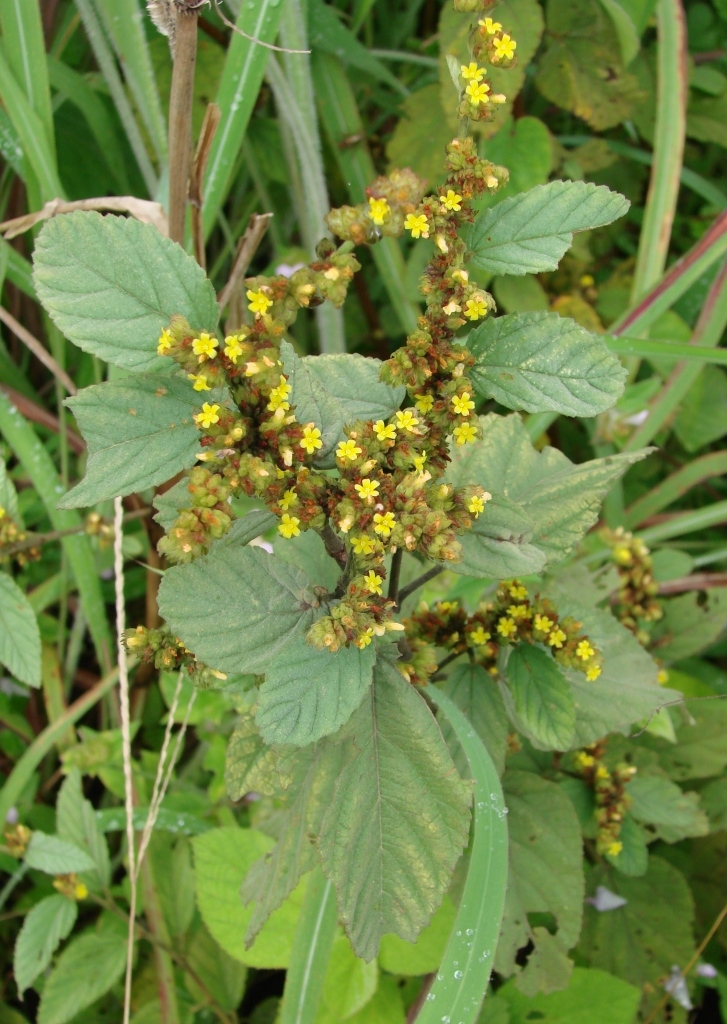